# Wetworks
Wetworks è un gruppo di personaggi dei fumetti pubblicati dalla DC Comics, sotto l'etichetta WildStorm, creato da Whilce Portacio (disegni) e Brandon Choi (testi). La storia segue le vicende di un gruppo di supereroi, che agiscono come agenti segreti governativi con superpoteri derivati da dei simbionti dorati.

## Storia
Wetworks nasce dalle ceneri del Team 7. Il leader, Dane è un ex membro del Team 7 affetto da amnesia cui viene assegnata una nuova squadra dal subdolo Miles Craven, capo delle Operazioni Internazionali. La suddetta squadra, incaricata di svolgere i lavori sporchi (in inglese "Wetworks") è assegnata ad una missione suicida costituita dall'infiltrarsi in una base terroristica nella penisola di Raanes (in Europa orientale) e recuperare un agente biologico caduto nelle mani dei terroristi. Una volta raggiunto l'obiettivo avviene un incidente ed i composti chimici (che si rivelano essere simbionti dorati) avvolgono i corpi dei protagonisti e si legano permanentemente a loro.
In seguito il gruppo diserta dalle Operazioni Internazionali colpevoli di averli mandati al massacro e, contattati dal miliardario Armand Waering, divengono la sua task-force privata contro le minacce soprannaturali come vampiri o licantropi.

## Personaggi
- Armand Waering: finanziatore del gruppo. In segreto capo dei licantropi.
- Dane: (Jackson Dane) colonnello e leader del gruppo.
- Mother One: (Rachel L. Rhodes) cyborg al servizio di Wearing.
- Claymore: (Clayton H. Maure) sergente fedele a Dane.
- Dozer: (Joseph H. Mendoza) sergente fedele a Dane.
- Grail: (Salvador Joel Alonday) capitano; grande amico e confidente di Dane.
- Jester: (Cord Dexter LeMoyne) tenente fedele a Dane.
- Pilgrim: (Martiza Blackbird) maggiore; principale interesse sentimentale di Dane.
- Blackbird: (Nathaniel Blackbird) mercenario; fratello maggiore di Martiza.